# Wood Buffalo nationalpark
Wood Buffalo nationalpark ligger i nordöstra Alberta och södra Northwest Territories och är med sina 44 807 km² Kanadas största nationalpark. Nationalparken bildades 1922 för att skydda den största hjorden med fritt betande amerikanska bisonoxar. Idag uppskattas de vara fler än 5000.
Parken ligger på 183 meters höjd vid floden Little Buffalo och når som högst 945 meter uppe på Caribou Mountains. Parkförvaltningens huvudkontor ligger i Fort Smith. Här finns ett stort floddelta som bildas av floderna Peace, Athabasca och Slave. 
I parken finns också den utrotningshotade trumpetartranans (Grus americana) enda häckningsplats.